# Грім у раю (телесеріал)
«Грім в раю» (англ. Thunder in Paradise) — американський телесеріал за участю Галка Гогана, Кріса Леммона і Керол Альт. Фільм-пілот direct-to-video вийшов 27 вересня 1993 року. Синдикований показ телесеріалу почався 24 березня 1994 року. Деякі епізоди згодом видавалися на відеоносіях як окремі фільми.

## Сюжет
Колишні «морські котики» Рендольф Джей Спенсер на прізвисько Ураган і Мартін Брюбейкер (Брю) працюють агентами по боротьбі зі злочинністю на узбережжі Флориди . Для виконання небезпечних секретних місій вони використовують футуристичний високотехнологічний катер «Грім», здатний запам'ятовувати голосові команди, особи і виконувати найскладніші бойові операції у відкритому морі. Однак вони повинні поєднувати свою небезпечну роботу з вихованням дочки Спенсера Джесіки, яка живе разом з ними. Коли Спенсер і Брю вирушають на завдання, за нею доглядає колишня модель Келлі Ля Ру, керуюча баром «Scuttlebutt Bar N 'Grill» на пляжному курорті. Брю закоханий в Келлі, але кожен раз зазнає невдачі. У кількох епізодах час від часу з'являється комедійна роль Едварда Уітейкер, дядька Джесіки.

## В ролях
- Галк Гоган — Рендольф Джей (Ураган) Спенсер
- Кріс Леммон — Мартін (Брю) Брюбейкер
- Керол Альт — Келлі Ля Ру
- Ешлі Горрелл — Джессіка Уїтакер-Спенсер (епізоди 3-14, 16-22)
- Робін Уайсман — Джессіка Уїтакер-Спенсер (епізоди 1-2, 15)
- Патрік Макніл — Едвард Уїтакер
- Фелісіті Уотерман — Меган Ірен Уїтакер-Спенсер (епізоди 1-2)
- Хайді Марк — Елісон Вілсон
- Кікі Шепард — трилон (Ді Джей Моран)
- Расс Уілер — голос «Грома»
- Елісон Армітідж — Шеннон Дерінг

## Знімання
Перші епізоди серіалу знімалися в історичній місцевості, поряд з готелем Don Cesar в Сент-Пітерсберг, Флорида в квітні 1993 року. Після цього знімальна група перемістилася в Disney-MGM Studios поруч з Орландо, де первинне місце розташування знаходилося на курорті Grand Floridian Resort (Walt Disney World Resort). Інше знімання відбувалося в Disney's Old Key West Resort, Fort Wilderness Campground і EPCOT, використовуваного через великого розмаїття футуристичних і архітектурних стилів. Руйнування школи, показане в епізоді «Deadly Lessons» фактично було руйнуванням будівлі школи в Центральній Флориді.